# 막심 콘체비치
막심 리보비치 콘체비치(러시아어: Макси́м Льво́вич Конце́вич, 1964년 8월 25일 ~ )는 러시아의 수학자이다. 1998년에 독일 베를린에서 열린 제23회 세계 수학자 대회에서 필즈상을 수상하였다. 또한 2008년에는 크라포르드상을 수상하였다.

## 생애
콘체비치는 한국어를 연구하고 콘체비치 체계를 고안한 언어학자 레프 콘체비치의 아들로 태어났다. 소비에트 연방 수학 올림피아드에서 2위로 수상한 후, 모스크바 국립 대학교를 다녔으나, 1985년에 모스크바에 있는 정보 전송 문제 연구소의 연구원으로 일하기 위해서 학위 없이 학교를 그만두었다. 그러나 수학 공부를 다시 시작하여 독일의 본 대학교에서 돈 재기어의 지도 아래에서 1992년에 수학 박사학위를 받았다. 박사 학위 논문에서 에드워드 위튼의 두 양자 중력장 모델의 동치성에 대한 가설을 증명하였다. 현재는 프랑스의 뷔르쉬르이베트에 있는 IHÉS의 교수이며, 동시에 미국의 마이애미 대학교의 석좌교수이기도 하다.

## 업적
콘체비치의 업적은 주로 수리 물리학의 기하학적 현상에 대한 것들이 많은데, 그중 매듭 이론, 양자화와 거울 대칭이 대표적이다. 가장 유명한 결과 중 하나는 푸아송 다양체(Poisson manifold)에서의 변형 양자화(deformation quantization)에 대한 수학 정리이다. 그 외에도 파인먼 도형에 대한 다양한 결과들과 위상 양자장론 등에 대해서도 많은 결과들이 있다.

## 참고 문헌
- Fields Medal citation at the website of the 2002 International Congress of Mathematicians held in Beijing.
- Taubes, Clifford Henry (1998) "The work of Maxim Kontsevich". In Proceedings of the International Congress of Mathematicians, Vol. I (Berlin, 1998). Doc. Math., Extra Vol. I, 119–126.
- “Borcherds, Gowers, Kontsevich, and McMullen receive Fields medals” (PDF). 《Notices of the American Mathematical Society》 (영어) 45 (10): 1358–1360. 1998년 10월.